# Ballinger
Ballinger is een plaats (city) in de Amerikaanse staat Texas, en valt bestuurlijk gezien onder Runnels County.

## Demografie
Bij de volkstelling in 2000 werd het aantal inwoners vastgesteld op 4243.
In 2006 is het aantal inwoners door het United States Census Bureau geschat op 3918, een daling van 325 (-7,7%).

## Geografie
Volgens het United States Census Bureau beslaat de plaats een oppervlakte van
8,7 km², geheel bestaande uit land. Ballinger ligt op ongeveer 496 m boven zeeniveau.

## Plaatsen in de nabije omgeving
De onderstaande figuur toont nabijgelegen plaatsen in een straal van 36 km rond Ballinger.